# آني وايتهيد
آني وايتهيد (بالإنجليزية: Annie Whitehead)‏ هي عازفة الجاز بريطانية، ولدت في 16 يوليو 1955 في أولدهام في المملكة المتحدة.

## وصلات خارجية
- آني وايتهيد على موقع ميوزك برينز (الإنجليزية)
- آني وايتهيد على موقع أول ميوزيك (الإنجليزية)
- آني وايتهيد على موقع ديسكوغز (الإنجليزية)